# Вешняков, Алексей Андреевич
Алексе́й Андре́евич Вешняко́в (1700 — 29 июля 1745) — русский дипломат, надворный советник.

## Биография
Родился в 1700 году. В 1734 году стал поверенным в делах в Османской империи и занимал этот пост до начала русско-турецкой войны 1735—1739 годов. После окончания войны вернулся на прежнюю должность. Доставил в Константинополь ратификацию Белградского мирного договора и, совместно с К. Каниони, представителем России в Белграде, следил за его исполнением турецкой стороной. Кроме того, дипломат вёл переговоры об обмене военнопленными, разграничении, размене посольствами, а также добивался того, чтобы османский султан признал за Россией статус империи, а её в мирном договоре было заменено с «Московской» на «Российскую». Турция отвергла это требование, заявив, что имперский статус России признаётся лишь малыми державами (такими как Венеция, Гамбург, Дания, Нидерланды, Швеция), но не крупнейшими (такими как Австрия, Великобритания, Испания, Речь Посполитая и Франция).
В 1741 году, после отбытия А. И. Румянцева, стал постоянным дипломатическим представителем в Константинополе. В мае 1742 года был повышен в ранге до резидента. В 1745 году, ввиду попыток Франции добиться посредничества Турции в войне за австрийское наследство, предупреждал об их бесполезности по причине увязания последней в войне с Персией. Также Вешняков всячески заступался за христиан, находившихся под турецким владычеством, и настаивал на необходимости предоставить им разрешение на свободное переселение в Россию. Кроме того, дипломат считал полезным для России уничтожение Османской империи и восстановление на её землях сильного христианского государства.
Занимал пост резидента до своей смерти 29 июля 1745 года.